# Ō-yoroi

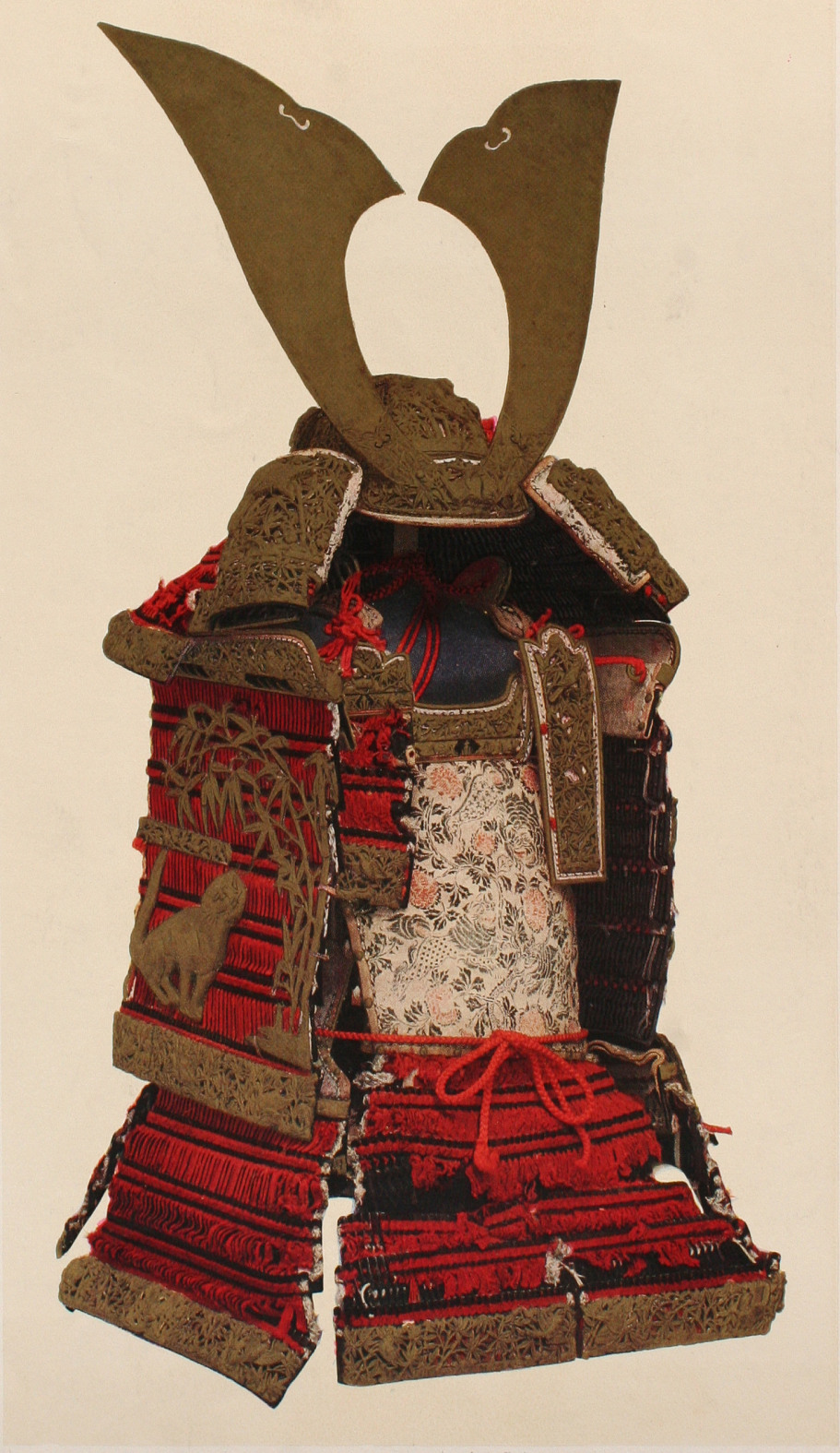
Ō-yoroi, período Kamakura, siglo -, Tesora Nacional, Kasuga-taisha.

El ō-yoroi (大 鎧?) es un tipo destacado de las primeras armaduras japonesas empleadas por la clase samurái del Japón feudal. El término ō-yoroi significa «gran armadura».

## Historia

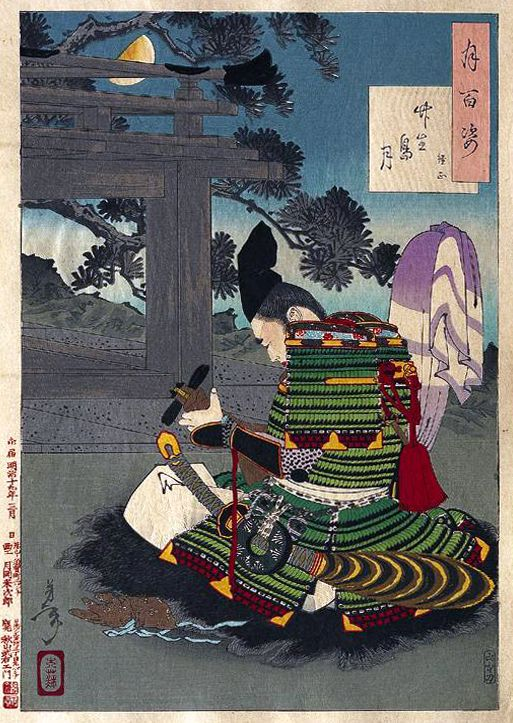
Un samurái portando una ō-yoroi; se pueden ver dos de los grandes kusazuri que forman las armaduras. Las ō-yoroi tenía cuatro kusazuri, a diferencia de otras corazas de la época, que por lo general tenían siete kusazuri.

Los ō-yoroi comenzaron a aparecer por primera vez en el siglo X durante el período Heian medio y tardío, y se generalizó su uso en la Guerra Genpei alrededor del siglo XII cuando la demanda de armaduras estaba en su apogeo. Los aspectos importantes de esta coraza fueron diseñados para arqueros de caballería. El ō-yoroi en forma de caja era pesada y no permitía tanto movimiento o flexibilidad como su contraparte, el dō-maru, por lo que la armadura cayó en desgracia en el siglo XV cuando los samuráis cambiaron a tácticas principalmente de infantería.
En su mayor parte, el ō-yoroi era la armadura de un hombre rico y no la usaban samuráis de rango inferior. Los soldados de menor jerarquía utilizaban el dō-maru, una armadura que era similar al ō-yoroi, pero que tenía menos componentes, era más liviana y carecía de las marcas decorativas de los guerreros de mayor rango.
La mayor parte de la información conocida sobre los ō-yoroi se basa en la armadura de los oficiales de mayor rango, ya que solían ser donadas a un santuario como ofrenda o bien eran mantenidas por los descendientes del usuario original. Muchos de los componentes originales de los ō-yoroi que aún existen han sido reemplazados con el tiempo debido a su pérdida o su desgaste. Los pocos ejemplos restantes de ō-yoroi se exhiben en museos en varios países diferentes. También hay algunos ejemplos de ō-yoroi en santuarios sintoístas donde se han mantenido y protegido durante siglos.

## Componentes

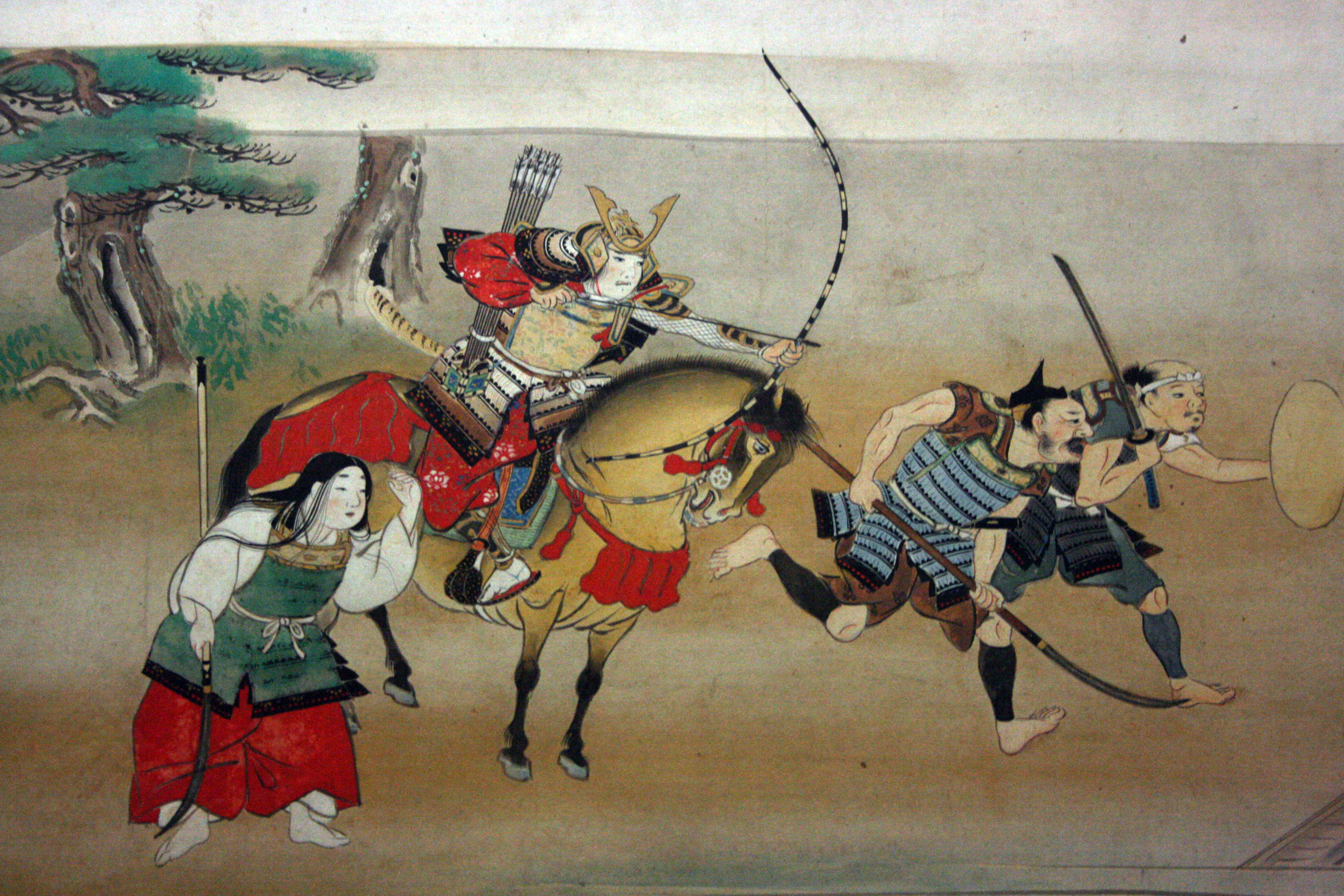
Samurái a caballo con un ō-yoroi; la forma amplia de los kusazuri muestra que se trata de un ō-yoroi.

Los componentes básicos de los ō-yoroi y otras armaduras samuráis se conocen colectivamente como «hei-no-rokugu» o simplemente «rokugu», que significa seis artículos de armas. Los seis componentes principales son el dō (coraza), kabuto (casco), menpo (máscara), kote (mangas blindadas), suneate (rodilleras) y haidate (protector de muslos). El ō-yoroi combina placas y escamas (kozane) entrelazadas. Un avance específico respecto a las armaduras anteriores es que los kozane de los ō-yoroi primero se entrelazan y luego se cubren con laca, lo que mejora la resistencia a la corrosión. El dō del ō-yoroi es único de los modelos posteriores porque se compone de dos partes separadas, en lugar de una sola pieza con una abertura en el costado o en la parte posterior del dō para permitir que el samurái se ponga la armadura.
El dō de los ō-yoroi constaba de dos partes. El waidate era una defensa separada para el lado derecho y la otra parte cubría el resto del tronco del usuario. La parte superior del waidate era una placa de hierro maciza cubierta con cuero. La parte inferior era laminar. Al vestirse para la batalla, el waidate se ponía antes que el resto del dō y se sujetaba con cuerdas que se ataban alrededor del cuerpo. El resto del dō se construía con escamas lacadas individuales (kozane) atadas y cubiertas con cuero en la parte superior. Las correas de los hombros de los ō-yoroi, el watagami, también eran diferentes respecto a los dō-maru. Los watagami estaban hechos de cuero con placas de metal adjuntas. Eran más gruesas y ofrecían más protección que las correas del dō-maru. Los watagami del dō-maru finalmente se adoptaron porque eran más ligeros y permitían una mayor flexibilidad. Una coraza de cuatro piezas con forma de falda (kusazuri), de construcción similar al resto de la armadura, diferenciaba a los ō-yoroi de las otras armaduras de la época, los dō-maru y el haramaki, que generalmente tenían siete paneles de kusazuri.
Varias piezas complementarias incluían hombreras rectangulares de láminas grandes en forma de escudo (ō-sode) y una funda de telas y placas (yugote) que se usa en el brazo izquierdo cuando se emplea un arco. Un protector del lomo (koshi-ate) era una parte básica del ō-yoroi. El koshi-ate fue reemplazado más tarde por el haidate en el modelo dō-maru. Los guantes yugake, especializados de tiro con arco, estaban hechos de piel de venado, y las botas (kegutsu o tsuranuki) se elaboraban con piel de oso o piel de foca.
El kabuto (casco) del ō-yoroi se conoce como hoshi-bachi-kabuto (casco estrella), debido a los remaches que sobresalen. Este tipo de casco apareció por primera vez alrededor del siglo X y se manufacturó con placas de hierro (tate hagi-no-ita) dispuestas verticalmente que irradian desde una abertura en la parte superior, llamada tehen o hachiman-za; los remaches que conectan las placas tienen grandes protuberancias que sobresalen (o-boshi).
Era habitual utilizar las mengu para proteger la cara del samurái como parte de la armadura completa. Estaba compuesto de hierro o cuero lacado. Las mengu podrían cubrir todo el rostro o solo algunas secciones. Había muchos tipos y estilos diferentes.
Las ō-yoroi pesaban alrededor de 30 kg, y el metal empleado era el hierro. Debido al peso del metal, los fabricantes de armaduras limitaron su uso para cubrir los signos vitales y sustituyeron el resto por cuero. Una forma de bajar el peso era alternando kozane (escamas) de metal y cuero al construir las filas de láminas, creando una armadura muy fuerte con gran flexibilidad y un peso más manejable. El ō-yoroi podría tardar hasta 265 días en fabricarse, llegando a utilizarse 2000 kozane en su construcción. El tiempo, los materiales y la mano de obra significaban que un ō-yoroi era una inversión sustancial para un samurái. Se trataba de una gran armadura cuadrada y holgada diseñada para su uso a caballo. La forma cuadrada impedía al samurái usar la espada con el movimiento libre y fluido, vital en el combate cuerpo a cuerpo, de ahí el uso de los yari.

## Cordones

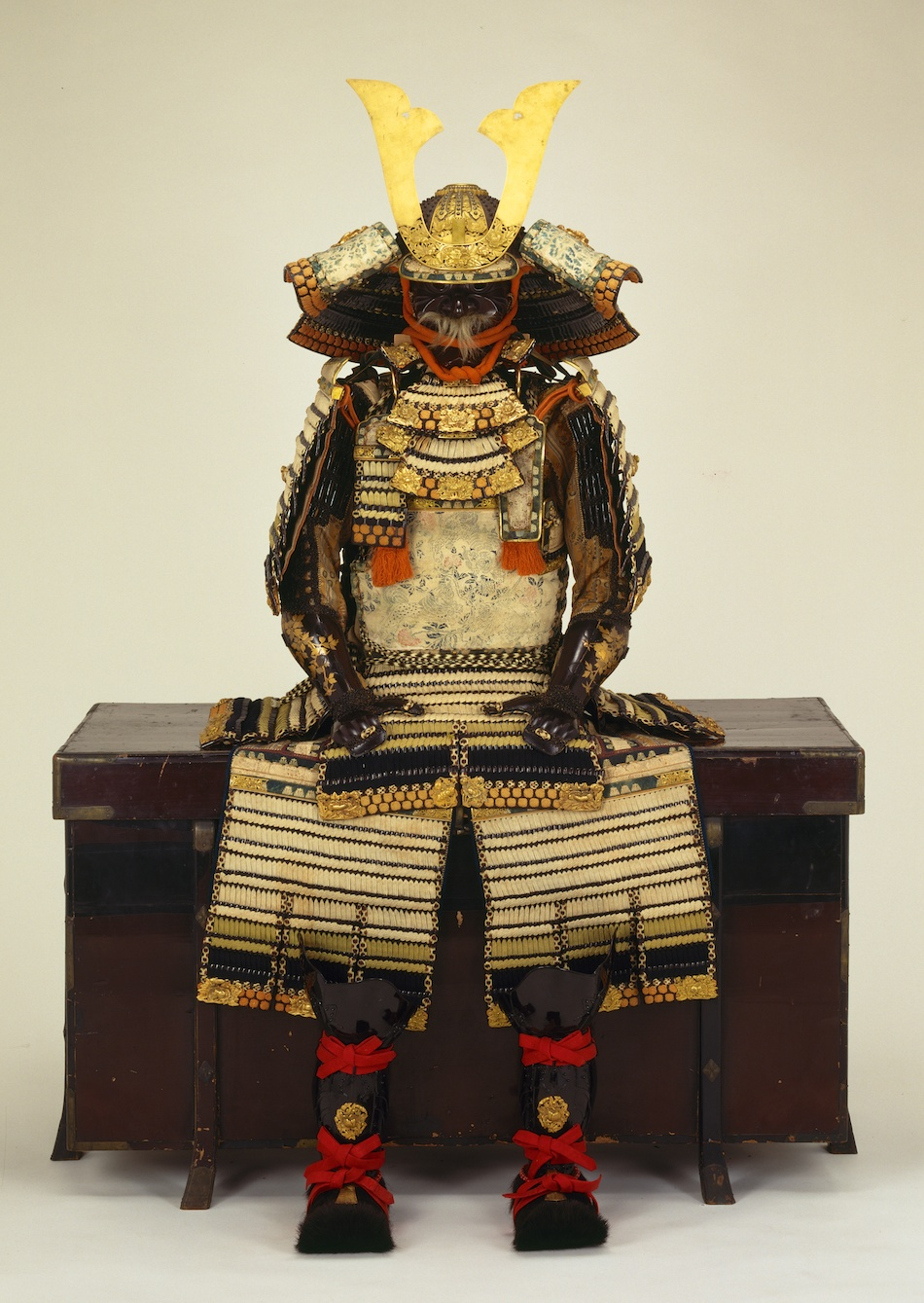
Ō-yoroi portado por Shimazu Nariakira en el período Edo, Tokyo Fuji Art Museum

El color, el diseño y el material del cordón identificaban al clan del guerrero. Los clanes también fueron identificados por los diseños pintados en la armadura. Muchas de las familias usaban símbolos como flores de cerezo o representaciones de deidades. El color y el diseño al unir las placas fue un sistema utilizado para la identificación en el campo. Había muchas combinaciones de tonalidades diferentes que identificaban a los combatientes desde la distancia.
El diseño y el color del cordón también indicaba rango. Los oficiales de rango superior tenían las placas de su armadura unidas con fuerza, mientras que los samuráis de rango inferior tenían armaduras que estaban atadas de forma más holgada. La armadura holgada se adoptó para todos los rangos de samuráis con el tiempo para disminuir el peso, permitir más flexibilidad y ayudar a ventilar la armadura. Esto permitió que el aire fluyera, manteniendo al samurái cómodo en climas cálidos y frescos.
El cordón suelto también permitió que la armadura se limpiara y secara, evitando que esta se pudriera. También se redujo el peso de la armadura al reducir la cantidad de agua y hielo retenidos en el cordón, ya que se secaría con el flujo de aire. Una vez que todos los rangos adoptaron el cordón suelto, se utilizó el del protector de cuello para indicar la jerarquía.
El patrón y el número de pares en los cordones mostraban específicamente el rango del usuario. Muchos de los ejemplares restantes del ō-yoroi se han vuelto a unir para mantener la forma original de la armadura. Sin embargo, algunos de los ō-yoroi contienen secciones del cordón original, que aportan conocimiento sobre los clanes.

## Galería
|                                                 |
| Ō-yoroi en el santuario Itsukushima, siglo XII. |

|                                           |
| Armadura del Museo Metropolitano de Arte. |

|                                        |
| Ō-yoroi en el Museo Nacional de Tokio. |